# Xitianwei
Xitianwei (kinesiska: 西天尾) är en köping i sydöstra Kina. Den ligger i stadsdistriktet Licheng i staden Putian i provinsen Fujian, omkring 70 kilometer söder om provinshuvudstaden Fuzhou. Antalet invånare är 59 215. Befolkningen består av 29 502 kvinnor och 29 713 män. Barn under 15 år utgör 12,0 %, vuxna 15-64 år 80 %, och äldre över 65 år 7,0 %.